# Park Seung-ho
Park Seung-ho (박승호?; Gyeonggi, 1º settembre 2003) è un calciatore sudcoreano, attaccante dell'Incheon Utd.

## Carriera

### Club
Park ha iniziato a giocare a calcio a livello professionistico nel 2022, quando ha firmato con l'Incheon Utd dopo il periodo al college all'Università di Dankook. Ha debuttato il 1º aprile 2023 nell'incontro di K League 1 pareggiato 0-0 contro il Daegu ed il 24 novembre ha segnato il suo primo gol contro l'Ulsan HD.

### Nazionale
Nel 2023 è stato convocato dalla Corea del Sud Under-20 per disputare il campionato mondiale Under-20.

## Statistiche

### Presenze e reti nei club
Statistiche aggiornate al 11 giugno 2024.
| Stagione        | Squadra         | Campionato      | Campionato | Campionato | Coppe nazionali | Coppe nazionali | Coppe nazionali | Coppe continentali | Coppe continentali | Coppe continentali | Altre coppe | Altre coppe | Altre coppe | Totale | Totale | Totale |
| Stagione        | Squadra         | Comp            | Pres       | Reti       | Comp            | Pres            | Reti            | Comp               | Pres               | Reti               | Comp        | Pres        | Reti        | Pres   | Reti   |        |
| --------------- | --------------- | --------------- | ---------- | ---------- | --------------- | --------------- | --------------- | ------------------ | ------------------ | ------------------ | ----------- | ----------- | ----------- | ------ | ------ | ------ |
| 2023            | Incheon Utd     | KL2             | 9          | 1          | CC+CdL          | 1+0             | 0               | ACL                | 5                  | 1                  |             | -           | -           | 15     | 2      |        |
| 2024            | Incheon Utd     | KL1             | 16         | 2          | CC+CdL          | 0               | 0               |                    | -                  | -                  |             | -           | -           | 16     | 2      |        |
| Totale carriera | Totale carriera | Totale carriera | 25         | 3          |                 | 1               | 0               |                    | 5                  | 1                  |             | -           | -           | 31     | 4      |        |